# Market Deeping
Market Deeping is een civil parish in het bestuurlijke gebied South Kesteven, in het Engelse graafschap Lincolnshire met 6008 inwoners.

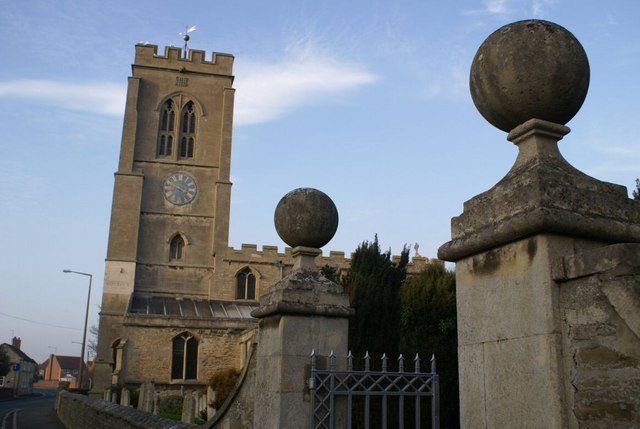
Kerk in Market Deeping
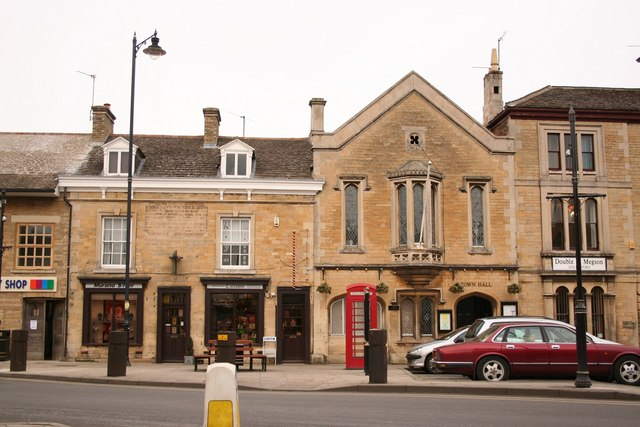
Town Hall